# داني إلديفونسو
داني إلديفونسو (بالتاغالوغية: Danny Ildefonso) مواليد 9 ديسمبر 1976 في بانغاسينان، الفلبين، هو لاعب كرة سلة فلبيني سابق. بدأ مسيرته الاحترافية في سنة 1998. مثّل منتخب بلاده. اعتزل اللعب في 2015. لعب مع سان ميغيل بيرمن وميرالكو بولتز.

## سجل المنافسة
شارك في المنافسات التالية:
- دورة الألعاب الآسيوية 2002